# 普陀南星
普陀南星为天南星科天南星属的植物，分布于中国大陆（江浙）、台湾、日本、韩国，生长于海拔2,500米的地区，一般生于沟边山坡林下阴湿地。旧时植物学家误以为此种是汉文古籍中的由跋，但由跋其实是虎掌的幼小块茎。如今台湾文献则普遍用由跋的讹写申跋来称呼此种。